# ウィリアム・クランストン (第5代クランストン卿)
第5代クランストン卿ウィリアム・クランストン（英語: William Cranstoun, 5th Lord Cranstoun、1727年1月27日没）は、スコットランド貴族。

## 生涯
第4代クランストン卿ジェームズ・クランストン（1685年と1688年の間に没）とメアリー・ドン（Mary Don、初代準男爵サー・アレクサンダー・ドンの娘）の息子として生まれた。父が死去すると、クランストン卿の爵位を継承した。
1703年以前、ジーン・カー（Jean Kerr、1768年3月没、第2代ロジアン侯爵ウィリアム・カーの娘）と結婚、7男5女をもうけた。
- ジェームズ（1773年没） - 第6代クランストン卿
- ウィリアム - 早世
- アーチボルド - 早世
- アレクサンダー（1713年5月5日洗礼 – ?） - 早世
- ウィリアム・ヘンリー（1714年8月12日洗礼 – 1752年12月2日） - 1744年5月22日、アン・マレー（Anne Murray、デイヴィッド・マレーの娘）と結婚、子供あり[2]。メアリー・ブランディー（英語版）の愛人であり、メアリーにヒ素でメアリーの父を毒殺するようそそのかし、それが発覚すると逃亡した[3]
- チャールズ（1716年2月26日洗礼 – ?） - 生涯未婚
- ジョージ（1807年12月30日没） - マリア・ブリスベン（Maria Brisbane、1807年10月27日没、トマス・ブリスベンの娘）と結婚、2男3女をもうけた。コアハウス卿ジョージ・クランストン（英語版）の父
- ジェーン - 早世
- アン（1719年 – 1769年8月19日） - 1759年8月15日、ガブリエル・セルビー（Gabriel Selby）と結婚
- エリザベス - 生涯未婚
- ジーン
- メアリー（1768年4月10日没） - アーチボルド・メゲット（Archibald Megget）と結婚

スコットランド王国とイングランド王国の合同（グレートブリテン王国の成立）を支持したという。
1727年1月27日に死去、長男ジェームズが爵位を継承した。